# Nokia 7610
Nokia 7610 là chiếc điện thoại di động mang dáng vẻ khá đặc biệt được sản xuất bởi hãng điện thoại Nokia Phần Lan. Máy chạy trên hệ điều hành Symbian OS 7.0 Series 60. Nokia 7610 có các tính năng cơ bản của 1 điện thoại hạng trung như: USB, Bluetooth, GPRS, Hỗ trợ thẻ nhớ tối đa 512MB. Tuy nhiên camera của máy chỉ 1.0 mpx, không có FM radio.
Một sản phẩm cùng tên với Nokia 7610 là Nokia 7610 Supernova, máy được ra mắt vào quý 4 năm 2008.

## Tổng quan
- Băng tần: Trail-band (GSM 900/1800/1900)
- Kích thước: 109x53x19 mm
- Trọng lượng: 118g
- Màn hình: TFT, 65k màu
- Máy ảnh: 1.0 mpx
- Hệ điểu hành: Symbian OS 7.0
- Nhạc chuông 48 âm sắc MP3, AMR, MIDI, WAV
- Xem phim MP4, AVI, 3GP
- Thẻ nhớ ngoài RSMMC, hỗ trợ 512MB,nhưng thực tế sử dúng,máy có thể đạt 1GB,nhưng máy sẽ chậm và hao pin
- Pin chuẩn: Li-Ion (BL-5C), 900 mAh

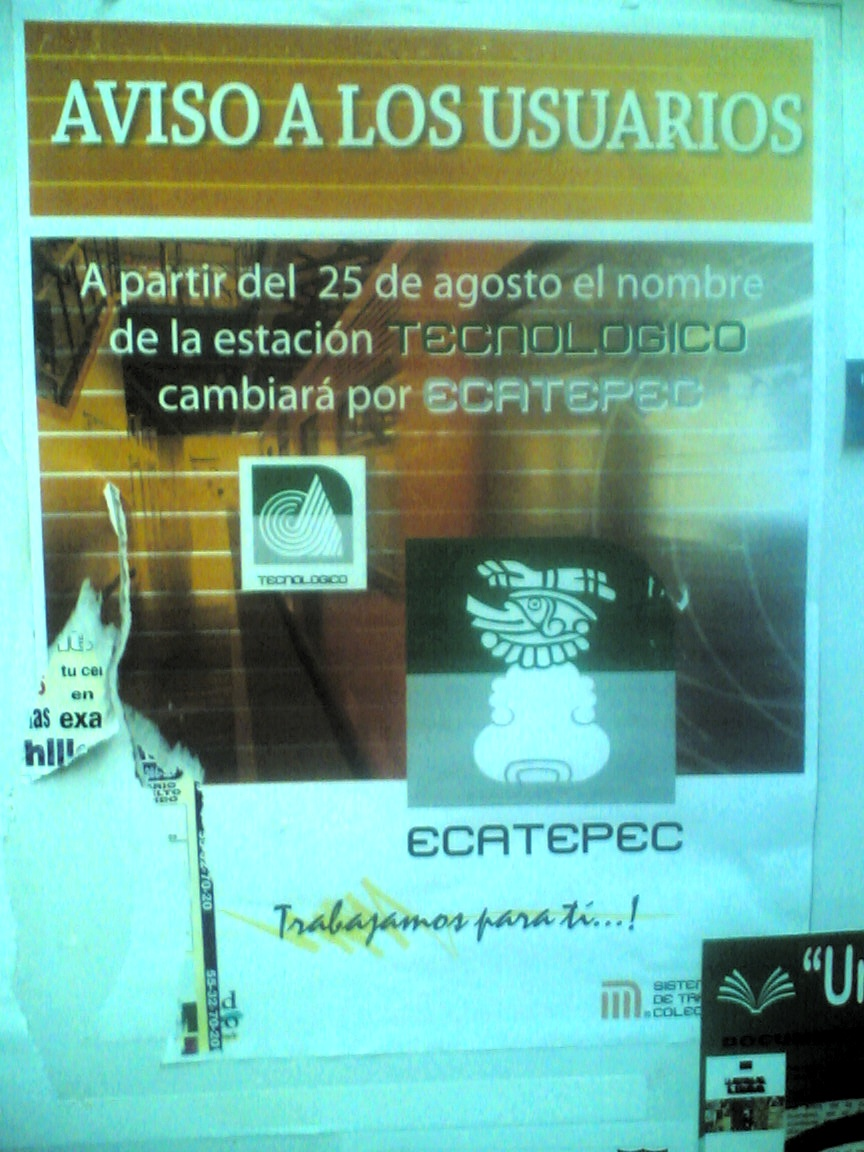
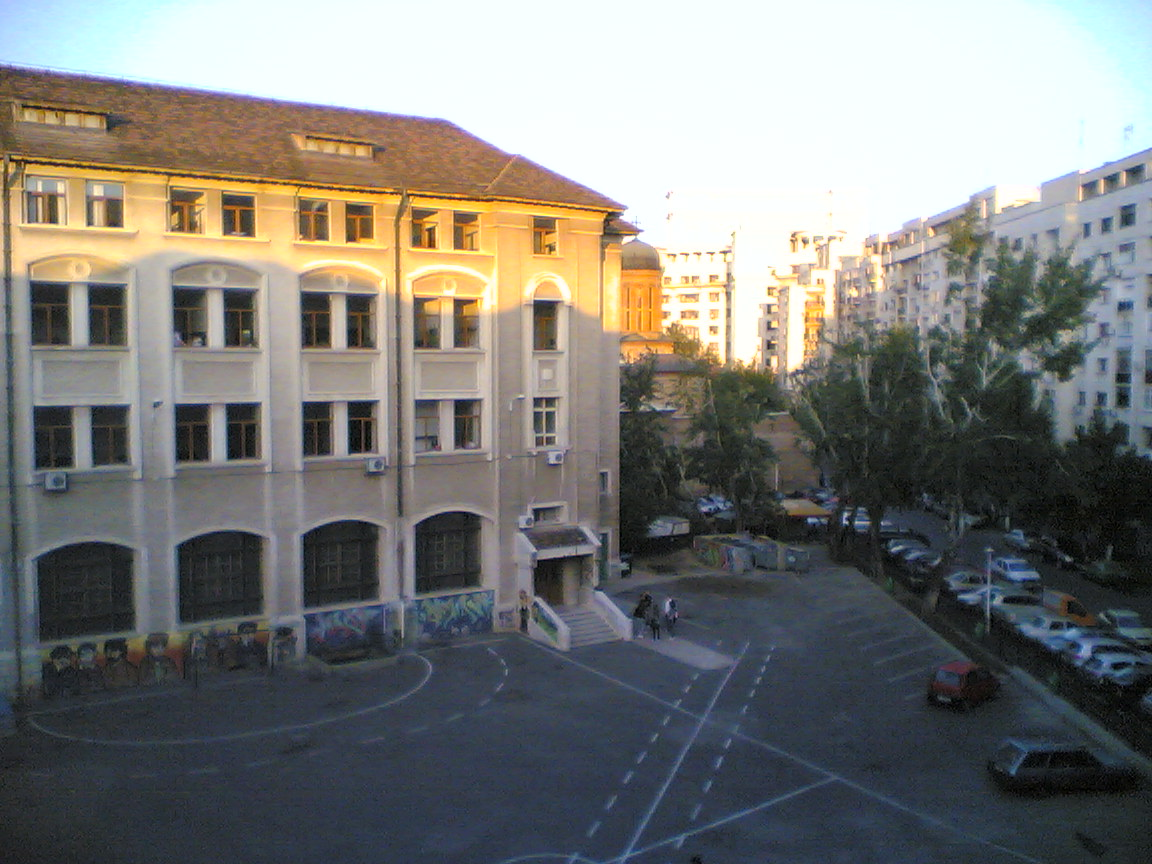

Hình chụp bởi Nokia 7610